# Diario di un maestro
Pour plus de détails, voir Fiche technique et Distribution.
Diario di un maestro  (traduction littérale :  Journal d'un instituteur) est le titre d'une série de 4 épisodes tournés pour la télévision italienne par Vittorio De Seta et transmis le dimanche soir sur Rai Uno le 11, 18, 25 février et 4 mars 1973. Le sujet est issu du livre autobiographique Un anno a Pietralata d'Albino Bernardini (it).
Deux années après avoir été transmis à la télévision, le film ramené à 135 minutes.

## Synopsis
Dans une école de la périphérie romaine, un jeune enseignant inexpérimenté donnant ses cours dans une classe à moitié vide décide d'affronter le problème de l’absentéisme en allant à la recherche dans le quartier des enfants qui « sèchent » les cours. Cette nouvelle façon de procéder et les dialogues qui s'ensuivent aboutissent à la création d'un enrichissement réciproque entre les jeunes élèves et le maître (Bruno Cirino) lequel aux yeux des téléspectateurs représente la personne qui met en pratique des idées prêchées mais jamais appliquées.

## Fiche technique
- Titre : Diario di un maestro
- Réalisateur :  Vittorio De Seta
- Sujet : Albino Bernardini
- Scénario : Vittorio De Seta
- Scénographie :
- Producteur :
- Photographie : Luciano Tovoli
- Montage :
- Musique : Fiorenzo Carpi
- Société de production :  RAI Radiotelevisione Italiana, Bavaria Film, Miro Cinematografica
- Distribution : Rai Uno
- Pays d'origine :  Italie Allemagne
- Année : 1973
- Durée :  290 min minutes (4 épisodes)
- Image : Couleur
- Audio : sonore - mono
- Genre : Drame

## Distribution
- Bruno Cirino : Le maître Bruno D'Angelo
- Mico Cundari (it)
- Marisa Fabbri (it)
- Tullio Altamura (it)
- Filippo De Gara (it)